# ديتر فالك
ديتر فالك (بالألمانية: Dieter Falk)‏ هو ملحن ومنتج أسطوانات وعازف بيانو ألماني، ولد في 5 ديسمبر 1959 في زيغن في ألمانيا.

## وصلات خارجية
- الموقع الرسمي
- ديتر فالك على موقع IMDb (الإنجليزية)
- ديتر فالك على موقع ميوزك برينز (الإنجليزية)
- ديتر فالك على موقع أول ميوزيك (الإنجليزية)
- ديتر فالك على موقع ديسكوغز (الإنجليزية)